# Sedmihradské velkoknížectví
Sedmihradské knížectví (německy Fürstentum Siebenbürgen), v roce 1765 povýšeno na Sedmihradské velkoknížectví (německy Großfürstentum Siebenbürgen), bylo od roku 1711 jedno z rakouských korunních zemí.

## Historie
Vznikla 2. listopadu 1765, kdy císařovna Marie Terezie jako uherská panovnice povýšila dosavadní Sedmihradské knížectví na velkoknížectví. Tento formální status si Sedmihradsko podrželo až do roku 1848. V květnu 1784 byla vyhlášena němčina za jediný úřední a vyučovací jazyk v Uhrách a Sedmihradsku. To se ale nepodařilo uvést do praxe.
Během revoluce v roce 1848 sepsali 15. května 1848 zdejší Rumuni petici, kterou požadovali zrovnoprávnění. Tomuto požadavku však nebylo vyhověno, naopak byl pod uherským nátlakem přijat zákon vyhlašující plné spojení Sedmihradska s Uherskem. Tento zákon však nakonec nebyl realizován a rakouská říšská ústava ze 4. března 1849 Sedmihradsko a Uhersko opět plně oddělila, přičemž Sedmihradsko a Uhersko přišly o své samosprávné instituce.

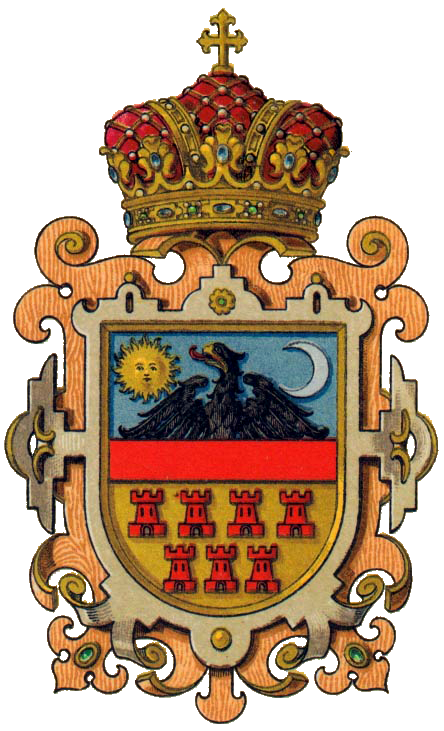
Zdobený znak, dílo heraldika Huga Gerharda Ströhla

Říjnovým diplomem byla roku 1860 obnovena autonomie obou korunních zemí, ale Sedmihradsko přišlo o zbytek Partia a zmenšilo se tím na 57 243 km². 1. července 1863 svolal císař František Josef I. do Sibině sedmihradský sněm na němž došlo ke zrovnoprávnění Rumunů.
Po Rakousko-uherském vyrovnání v roce 1867 se Sedmihradské velkoknížectví stalo částí Zalitavska v jehož rámci bylo znovuzačleněno do Uherska a spolu se zrušením jeho zemských institucí přestalo 20. června 1867 existovat jako územní jednotka. Zákonem z roku 1868 pak byla zrušena všechna privilegia sedmihradského velkoknížectví, jeho území nově rozděleno na 15 žup a od 90. let 19. století započala maďarizace.